# Мусієнко Олекса Григорович
Олекса Григорович Мусієнко (25 лютого 1935,  Велика Павлівка — 28 лютого 2002, Київ) — український журналіст і прозаїк.

## Біографія
Народився 25 лютого 1935 року в селі Великій Павлівці Зіньківського району Полтавської області в селянській сім'ї потомствених українських козаків.
У віці неповних трьох років став круглим сиротою, коли енкаведиський апарат знищив усіх його родичів — батька, матір, старшу сестру, діда, чотирьох дядьків — як «ворогів народу», і він опинився в спецпритулку для так званих рос. «последышей врагов народа».
Влітку 1942 року, під час німецької окупації України, хлопцеві пощастило добратися до рідної Великої Павлівки. Там, аби не вмерти з голоду, він прилаштувався підпасичем громадської отари. Довелося тяжко трудитися на різних роботах. Починаючи з вересня 1943 року стає рівноправним колгоспником.
Закінчивши середню школу із золотою медаллю, Олекса Мусієнко вступив на факультет журналістики до Київського університету імені Т. Г. Шевченка, який закінчив у 1958 році. Закінчивши навчання з червоним дипломом, пішов у газетну журналістику, був редактором газети «Київський комсомолець», потім працював у видавництві «Радянський письменник».
Перебував на посаді секретаря приймальної комісії Спілки письменників СРСР, а згодом розпочав суто творчу працю.
18 лютого 1988 року газета «Літературна Україна» опублікувала виступ письменника Олексія Мусієнка на зборах парторганізації київського відділення Спілки письменників УРСР, де він поклав провину за масовий голод на Україні на Сталіна, який жорстко вимагав неухильного виконання плану хлібозаготівель. Як зазначає відомий історик С.Кульчицький, саме О.Мусієнко вперше ввів в обіг термін «голодомор» стосовно голоду в Україні 1932-1933 років. 
У 1990 році очолив комісію Спілки письменників України «Меморіал», а з 1992 року — фундацію «Мартиролог України».

Могила Олекси Мусієнка

Жив у Києві. Помер 28 лютого 2002 року. Поховано в Києві на Байковому кладовищі (ділянка № 49а).

## Творча діяльність
Написав у співавторстві з Іваном Головченком історико-документальні романи:
- «Золоті ворота» (1962);
- «Чорне сонце» (1966);
- «Білий морок» (1970);
- «Голубий берег» (1978).

Видав книжки: «Багряна вежа», «Перевал», «Спалах», збірки есе «Пересвіти», «Український етноцид». Романи «Золоті ворота», «Чорне сонце», «Білий морок», «Голубий берег» видані російською мовою у Москві.
За десять років очолюваний ним «Мартиролог» підготував двотомник «Олтар скорботи», матеріали до жіночого мартирологу «Тернова ружа» і поминальника української журналістики, випустив у світ книгу «Чорні тюльпани», де пом'януто українців, котрі загинули в Афганістані.

## Відзнаки
Нагороджений орденом «Знак Пошани», медалями та Грамотою Президії Верховної Ради УРСР.